# Панево (Краснопрудская волость)
Панево — деревня в Краснопрудской волости Псковского района Псковской области России.
Расположена в 8 км к юго-западу от волостного центра Кирово и в 40 км к югу от города Пскова.
Численность населения деревни по состоянию на 2000 год составляла 2 жителя.